# Medionidus parvulus
Medionidus parvulus är en musselart som först beskrevs av I. Lea 1860.  Medionidus parvulus ingår i släktet Medionidus och familjen målarmusslor. IUCN kategoriserar arten globalt som starkt hotad. Inga underarter finns listade i Catalogue of Life.